# Tom Brokaw

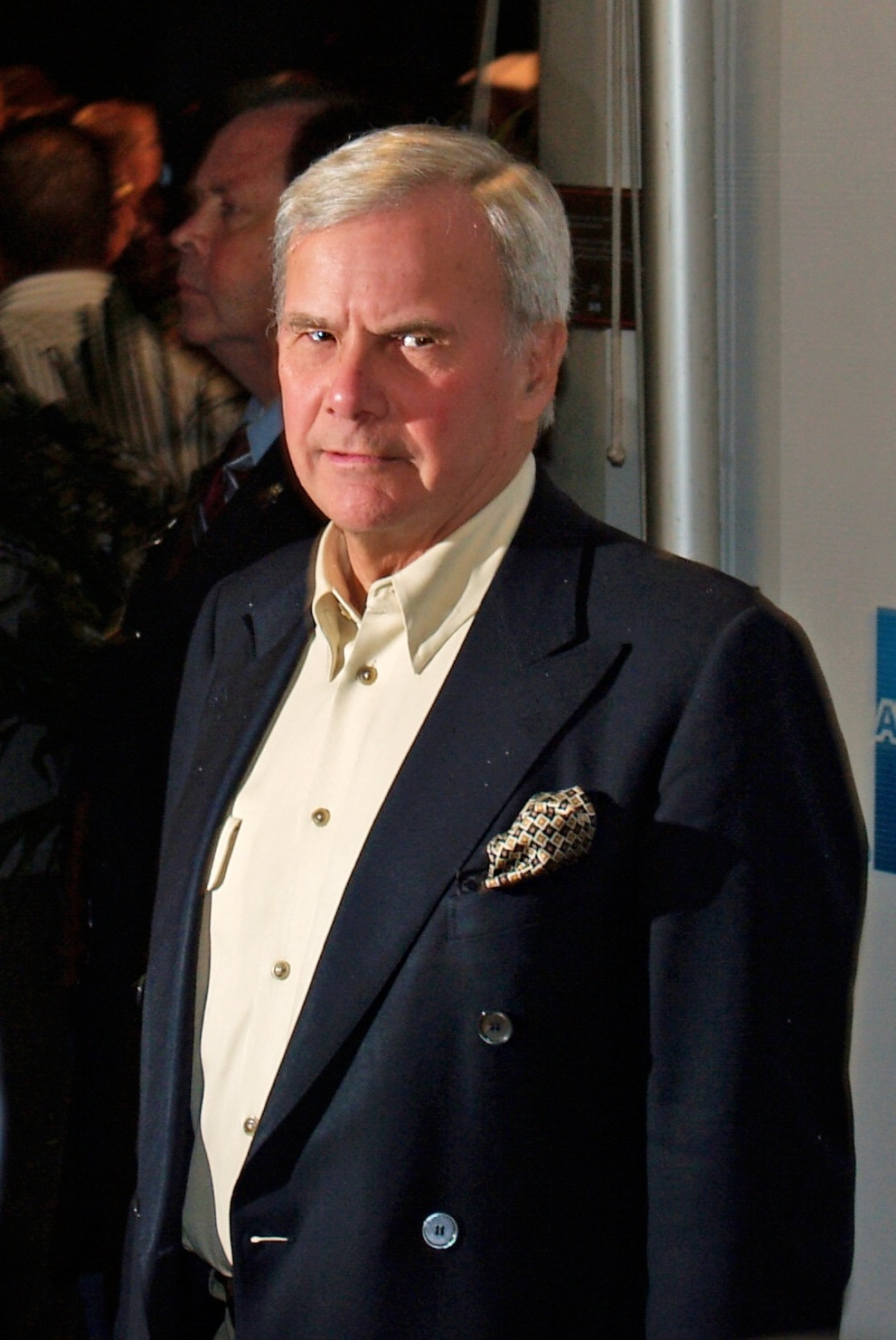
Tom Brokaw (2007)

Thomas John „Tom“ Brokaw (* 6. Februar 1940 in Webster, South Dakota) ist ein US-amerikanischer Journalist, der für den Fernsehsender NBC die allabendliche Nachrichtensendung Nightly News moderierte. Daneben moderiert er mehrere TV-Produktionen und schreibt Bücher und Beiträge für Zeitungen und Zeitschriften.

## Leben
Brokaw studierte Politikwissenschaft an der Universität von South Dakota und arbeitete einige Jahre als Nachrichtensprecher für den Rundfunk. Nach seinem Studium arbeitete er für verschiedene Fernsehsender, unter anderem 1973 bis 1976 als NBC-Korrespondent für das Weiße Haus. In dieser Funktion berichtete er auch über die Watergate-Affäre.
1987 berichtete er in The Arms, the Men, the Money über die nicaraguanischen Contra-Rebellen; im selben Jahr führte er das erste Einzelinterview eines US-amerikanischen Journalisten mit Michail Gorbatschow. Ebenso erstmals für einen US-Amerikaner war sein Interview mit Wladimir Putin im Jahr 2000. 1989 berichtete er vom Fall der Berliner Mauer, in den 1990er Jahren berichtete er preisgekrönt von Albanien aus über den Kosovo-Konflikt.
Im Jahr 2004, nach den Präsidentschaftswahlen, zog Brokaw sich von seinem Posten als Anchorman des NBC zurück. Am 1. Dezember 2004 moderierte Brokaw zum letzten Mal die NBC Nightly News. In seiner Abschiedsmoderation sagte er unter anderem: „Es sind nicht die Fragen, die Probleme bereiten. Es sind die Antworten …“ Nachfolger wurde, wie bereits zwei Jahre zuvor angekündigt, am 2. Dezember 2004 der NBC-Journalist Brian Williams. Brokaw übernahm nach dem Tod Tim Russerts kommissarisch die Moderation der Sendung Meet the Press im US-Wahljahr 2008.
Brokaw gewann zahlreiche Auszeichnungen und Preise, darunter den Peabody Award der Universität Georgia, sieben Emmy-Awards und den American Legion Award des Veteranenverbandes und ist außerdem Träger von sechs Ehrendoktorwürden US-amerikanischer Universitäten. 2005 wählte man ihn die American Academy of Arts and Sciences. 2014 wurde er mit der Presidential Medal of Freedom ausgezeichnet. Er ist seit 1962 mit der ehemaligen Miss South Dakota und Autorin Meredith Brokaw verheiratet.

## Schriften
- The Greatest Generation. Neuaufl. Random House, New York 2004, ISBN 1-4000-6314-0.
- An Album of Memories. Personal Histories from the greatest generation. Random House, New York 2001, ISBN 0-375-50581-4.
- A Long Way From Home. Growing Up in the American Heartland in the Forties and Fifties. Random House, New York 2003, ISBN 0-375-75935-2.